# Hugo I de Jaffa
Hugo de Le Puiset, murió en 1122, fue el señor de Le Puiset (como Hugo II de Le Puiset) desde 1097 a 1106, y conde de Jaffa (como Hugo I de Jaffa) desde 1118 a 1122. Su padre era Hugo I Blavons, señor de Le Puiset y su madre Alicia de Montlhéry.
Por parte de madre es primo de Balduino de Bourcq y de Joscelino I de Courtenay, que partieron a Tierra Santa en 1101. De 1097 a 1106 administró el Señorío de Le Puiset como tutor de su sobrino Hugo III. Luego partió también a Tierra Santa en compañía de Bohemundo de Tarento, donde recibió el Condado de Jaffa.
Con su esposa Mabel de Roucy, hija de Ebles II de Montdidier, Conde de Roucy y Sibila de Hauteville, tuvo un hijo: Hugo II, que le sucederá después de la regencia de Alberto de Namur, segundo marido de su madre.